# Jangada (gemeente)
Jangada is een gemeente in de Braziliaanse deelstaat Mato Grosso. De gemeente telt 8.462 inwoners (schatting 2009).